# Kufstein
Kufstein (německy  ˈˈkʊfˌʃtaɪ̯n), je okresní město okresu Kufstein v Rakousku, na severovýchodě spolkové země Tyrolsko, v bezprostřední blízkosti německé hranice. Protéká jím řeka Inn. První zmínka o něm se objevuje v historických pramenech již v roce 1205, do roku 1504 patřilo město s pevností Bavorsku. Žije zde přibližně 19 tisíc obyvatel. Je po Innsbrucku druhým největším městem severního Tyrolska. K jeho příjmům patří cestovní ruch, je významným sportovním střediskem, z průmyslu je zde zastoupen strojírenský, sklářský a výroba lyží.

## Památky

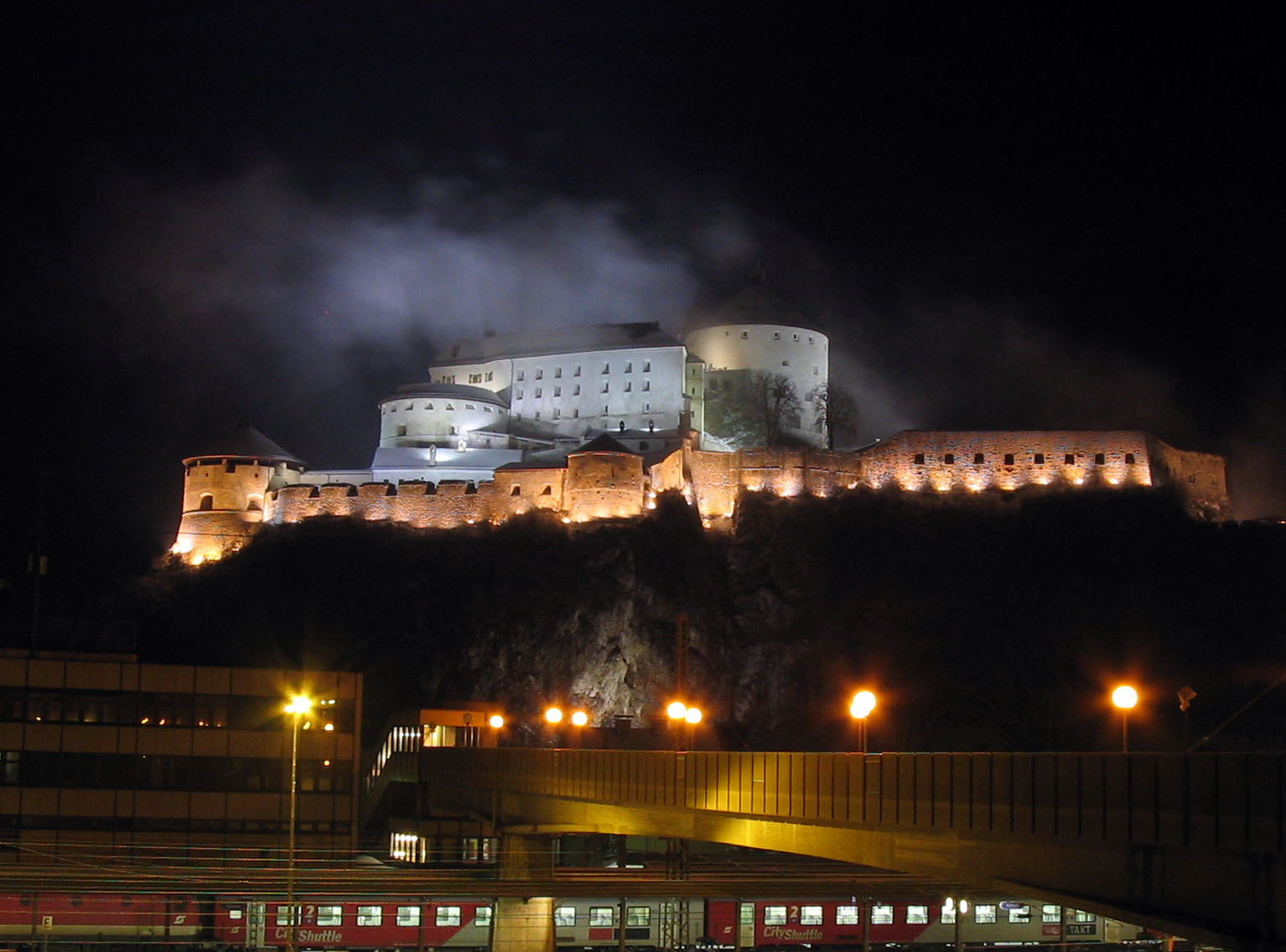
Pevnost Kufstein v noci

Malebné město Kufstein si díky bohatství památek vysloužilo přezdívku „Perla Tyrolska“.
Nad městem se vypíná mohutná pevnost Festung Kufstein. Ta sloužila ve středověku jako vězení, vede do ní výtah a nyní je v ní umístěno národopisné muzeum a v její věži i Varhany hrdinů – údajně největší venkovní varhany na světě. Klaviatura je umístěna o 80 metrů níže a jejich 4307 píšťal a 46 rejstříků se denně v poledne (v létě i o šesté hodině večerní) rozeznívá do širokého okolí.
Historickým centrem města je Dolní náměstí, které se svažuje od historické budovy radnice až k mostu přes řeku Inn. V létě ho skoro celé zaplní stolky kaváren a restaurací a je i místem konání různých koncertů a dalších kulturních akcí. Nahoře na náměstí stojí historická budova radnice, v dolní části je pak Mariánská kašna stará 140 let.
V nejbližším okolí náměstí jsou kromě zmíněné pevnosti další historické památky – městský farní kostel z 15. století, zbytky městských hradeb a úzké uličky, z nichž je nejznámější Römerhofgasse s krásnými vinárničkami. Ve městě je i muzeum šicích strojů a provozovaná sklářská huť, ale návštěvníky vítají nejen historické budovy, ale i množství obchodů, nákupní centra i park v moderní zástavbě v okolí Horního náměstí.

## Sport
Pro návštěvníky Kufsteinu je však zajímavé i blízké okolí města. V létě je hojně využíváno 120 km značených stezek pro cyklisty, včetně cyklostezky podél řeky Innu, která vede z Landecku až do německého Pasova. Okolní hory dávají možnost jak pěší turistice v létě, tak i lyžování v zimních měsících. Lyžařské terény oblasti Wilder Kaiser- Brixental patří se svými 250 km tratí a 91 lanovkami a vleky mezi největší v Rakousku.

## Doprava
Vlakové spojení z kufsteinského železničního uzlu umožňuje se dostat do hodiny do dalších tyrolských i bavorských měst a rekreačních středisek, jako jsou např. Innsbruck, Rosenheim, Prien am Chiemsee, Kitzbühel nebo Sankt Johann in Tirol, jen o něco déle trvá cesta vlakem do Mnichova nebo Salcburku. Obdobně časově výhodné je i spojení po silnici.

## Partnerská města
- Frauenfeld, Švýcarsko, 1988 [2]
- Rovereto, Itálie, 1988
- Langenlois, Rakousko, 2012